# Kliment (Kapalin)
Kliment (světským jménem: German Michajlovič Kapalin; * 7. srpna 1949, Udělnaja) je ruský duchovní Ruské pravoslavné církve, arcibiskup a metropolita kalužský a borovský.

## Život
Narodil se 7. srpna 1949 v sídle Udělnaja Moskevské oblasti.
Po dokončení střední školy nastoupil na Moskevskou strojní technickou školu.
Roku 1970 nastoupil na Moskevský duchovní seminář a v letech 1970–1972 sloužil v řadách Sovětské armády. Roku 1974 dokončil seminář a pokračoval ve studiu na Moskevské duchovní akademii. Po dokončení studia roku 1978 se stal asistentem inspektora akademie a přednášejícím pro dálkové studium.
Dne 7. prosince 1978 jej inspektor akademie archimandrita Alexandr (Timofejev) postřihnul na monacha se jménem Kliment na počest svatého mučedníka a papeže Klementa I. Dne 24. prosince stejného roku jej arcibiskup dmitrovský Volodymyr (Sabodan) rukopoložil na hierodiakona a 7. dubna 1979 byl rukopoložen na jeromonacha. Stejného roku začal přednášet církevní dějiny na Moskevském duchovním semináři.
Dne 14. října 1981 byl povýšen na igumena.
V letech 1981–1982 působil jako starší asistent inspektora semináře a 18. července 1982 byl povýšen na archimandritu.
Roku 1982 jej Svatý synod zvolil biskupem serpuchovským a vikářem moskevské eparchie, správcem Patriarchálních farností v Kanadě a dočasným správcem farností v USA. Dne 8. srpna 1982 proběhla v katedrálním chrámu svatého Ducha v Minsku jeho biskupská chirotonie. Světiteli byli metropolita minský a běloruský Filaret (Vachromejev), arcibiskup charkovský a bohoduchivský Nykodym (Rusnak), biskup tulský a beljovský German (Timofejev) a biskup pinský Afanasij (Kudjuk).
Dne 23. března 1987 byl osvobozen od funkce správce farností v Kanadě a ustanoven správcem farností v USA.
Dne 19. května 1989 jej patriarcha moskevský Pimen povýšil na arcibiskupa.
Dne 20. července 1990 byl ustanoven arcibiskupem kalužským a borovským, první zástupcem předsedy Oddělení vnějších církevních vztahů Moskevského patriarchátu.
V letech 1993–1996 byl členem Veřejné komory při prezidentu Ruské federace.
Dne 26. prosince 2003 se stal vedoucím záležitostí Moskevského patriarchátu a stálým členem Svatého synodu.
Dne 25. února 2004 byl povýšen na metropolitu.
Od října 2005 začal působit znovu jako člen Veřejné komory.
V lednu 2006 byl jmenován předsedou Komise pro zachování duchovního a kulturního dědictví Veřejné komory Ruské federace.
Dne 31. března 2009 byl osvobozen od funkce vedoucího záležitostí Moskevského patriarchátu a ustanoven předsedou Ediční rady Ruské pravoslavné církve.
Od 22. března 2011 je členem Vyšší církevní rady.
Dne 29. května 2013 ho Svatý synod jmenoval rektorem Kalužského duchovního semináře a potvrdil jej ve funkci představeného Pafnutěvo-Borovského monastýru a Uspenské Tichonovy pustyně.
Dne 2. října 2013 se stal hlavou nově zřízené kalužské metropole.
Od října 2013 do května 2014 dočasně spravoval pesočenskou eparchii.